# Hrabstwo Accomack

Piramida wieku hrabstwa

Hrabstwo Accomack – hrabstwo w USA, w stanie Wirginia, według spisu z 2000 roku liczba ludności wynosiła 38 305. Siedzibą hrabstwa jest Accomac

## Geografia
Według spisu hrabstwo zajmuje powierzchnię 3393 km², z czego 1179 km² stanowią lądy, a 2214 km² stanowią wody.
| Miasta | CDP | CDP |
| --- | --- | --- |
| - Accomac - Belle Haven - Bloxom - Chincoteague - Hallwood - Keller - Melfa - Onancock - Onley - Painter - Parksley - Saxis - Tangier - Wachapreague | - Atlantic - Bayside - Bobtown - Boston - Captains Cove - Cats Bridge - Chase Crossing - Deep Creek - Gargatha - Greenbackville - Greenbush - Harborton - Horntown - Lee Mont - Makemie Park - Mappsburg - Mappsville | - Metompkin - Modest Town - Nelsonia - New Church - Oak Hall - Pastoria - Pungoteague - Quinby - Sanford - Savage Town - Savageville - South Chesconessex - Tasley - Temperanceville - Wattsville - Whitesville |

### Sąsiednie Hrabstwa
- Hrabstwo Somerset
- Hrabstwo Worcester
- Hrabstwo Northampton
- Hrabstwo Middlesex
- Hrabstwo Lancaster
- Hrabstwo Northumberland